# Constitución dominicana de diciembre de 1854
La reforma constitucional dominicana de diciembre de 1854, conocida como la Constitución antiliberal de 1854 o la Constitución de Santana, fue una revisión fundamental del texto promulgada en febrero del mismo año. Esta modificación fue promovida por el entonces presidente de la República, el Libertador Pedro Santana, cuyas ideas paternalistas, autoritarias y centralistas, de naturaleza sui generis, quedaron profundamente plasmadas en el nuevo marco constitucional. La reforma fue ejecutada por el Congreso de Revisión, que aprobó la nueva constitución el 23 de diciembre de 1854. Este documento no solo se consolidó como uno de los más influyentes del siglo XIX en la República Dominicana, sino también como el texto más derogado y reinstaurado en la historia del país. Incluso caudillos que se opusieron a Santana, como Buenaventura Báez, del Partido Rojo, y Cesáreo Guillermo, del Partido Azul, recurrieron en diversas ocasiones a reinstaurar o modificar aspectos de esta constitución.
La reforma constitucional de febrero de 1854 fue aceptada a regañadientes por el Libertador Pedro Santana. Aunque contenía disposiciones favorables, principalmente en el ámbito militar, que le permitían continuar el conflicto no resuelto con Haití, el Libertador percibió que limitaba considerablemente su poder. La eliminación del artículo 210, que le otorgaba facultades dictatoriales, fue un obstáculo que el caudillo no estaba dispuesto a tolerar. Ante esta restricción, propuso rápidamente una nueva reforma al Congreso, la cual fue aprobada sin resistencia, probablemente debido al temor que ejercía sobre los legisladores.
La nueva constitución de diciembre de 1854 supuso una ruptura con la anterior, consolidando un régimen más autoritario acorde con el pensamiento santanista. Aunque mantuvo una lista de derechos ciudadanos similar a la versión previa, estableció que su ejercicio estaría sujeto a las «formalidades prescritas por las leyes», lo que facultaba al gobierno para regular o restringir dichos derechos. En cuanto al poder legislativo, se eliminó el sistema bicameral y se estableció un Senado Consultor, compuesto por solo siete miembros, conocido popularmente como el Senado de los Siete.
Otra disposición destacada de la reforma fue el restablecimiento de los derechos papales para el nombramiento de arzobispos y obispos en el país, restableciendo la relación tradicional entre el Estado dominicano y la Iglesia católica. A nivel local, se suprimieron las diputaciones provinciales, y los ayuntamientos quedaron bajo el control del gobierno central, existiendo únicamente en aquellos lugares que el Senado Consultor consideraba necesarios.
La Constitución de diciembre de 1854 se mantuvo vigente hasta julio de 1857, cuando la revolución del Cibao desconoció su legitimidad y eventualmente la sustituyó por la Constitución de Moca. Sin embargo, en las regiones del país donde la revolución no había triunfado, la reforma de diciembre de 1854 siguió aplicándose hasta su derogación definitiva el 12 de junio de 1858, tras la expansión del movimiento revolucionario a nivel nacional. Por lo tanto, su primer período de vigencia fue de tres años y seis meses.
A pesar de que la duración de la Constitución antiliberal de 1854 no fue tan extensa como la de la Constitución de San Cristóbal, fue reinstaurada en diversas ocasiones, principalmente por gobiernos autoritarios. Tras desconocer la Constitución de Moca y lograr que el gobierno del Cibao abdicara pacíficamente, Santana reinstauró la Constitución antiliberal de 1854 el 27 de septiembre de 1858. Esta permaneció en vigor hasta la proclamación de la anexión de Santo Domingo a España el 18 de marzo de 1861, lo que representa un segundo período de vigencia de dos años y cinco meses.
El general Buenaventura Báez, adversario del extinto Santana, conduce a la derogación de la Constitución de 1865. El 19 de abril de 1866, se renovó la carta de 1854, aunque de manera fugaz, pues Buenaventura Báez se ve obligado a huir tras la revolución de los azules. Este levantamiento, liderado por los generales Gregorio Luperón, Pedro Antonio Pimentel y Federico de Jesús García, restablece la Constitución de 1865 el 5 de mayo de 1866, limitando su aplicación hasta la consolidación del poder el 29 de mayo de ese mismo año. La vigencia de la Constitución de diciembre de 1854 en este periodo es efímera: un mes y diecisiete días.
Durante el mandato de los generales José Antonio Hungría, Francisco Antonio Gómez y José Ramón Luciano, la Soberana Convención Nacional, compuesta por baecistas, restauró la Constitución de diciembre de 1854 con ciertas revisiones el 24 de abril de 1868. Este acontecimiento se produjo en vísperas del cuarto mandato presidencial de Báez, conocido como los Seis Años de Báez, y fue reformada por última vez el 14 de septiembre de 1872, manteniéndose en vigor hasta el 24 de marzo de 1874, lo que suma un periodo de seis años y diez meses.
La última restauración de esta Constitución se produjo bajo la presidencia del general Cesáreo Guillermo, del Partido Azul, el 28 de julio de 1879. Sin embargo, el caudillo de su partido, Gregorio Luperón, rechazó tanto la Constitución como la presidencia de Cesáreo Guillermo el 7 de octubre de 1879, reinstaurando en su lugar la Constitución de 1878. Esta última solo fue aplicada en los territorios bajo control de Luperón, hasta que logró el control total del país el 6 de diciembre de 1879. Este quinto y último período de vigencia de la Constitución de diciembre de 1854 fue de cinco meses.
Esta constitución ha sido evaluada negativamente por la historiografía dominicana. El historiador dominicano Frank Moya Pons la calificó como el «en el texto preferido de las dictaduras que habrían de aparecer en la vida dominicana en el curso del siglo XIX». En consonancia con esta perspectiva, Wenceslao Vega Boyrie, historiador del derecho dominicano, afirmó que la reforma de diciembre de 1854 otorgó al jefe de Estado poderes que lo transformaron en un auténtico dictador constitucional.

## Proceso
El 1 de junio de 1853, la propuesta de realizar modificaciones en la Constitución de San Cristóbal fue bien recibida y el Congreso de la República Dominicana aprobó la reforma constitucional, que contemplaba la modificación de un total de 70 artículos.
La Constitución de febrero de 1854 fue adoptada con desagrado por el presidente de la República, el general Pedro Santana. Aunque varios de sus artículos, especialmente los relacionados con el ámbito militar, preservaban el statu quo establecido por la Constitución de 1844, se eliminó el artículo 210, que otorgaba poderes dictatoriales al presidente. Esto redujo su capacidad de mando, ya que la nueva constitución daba más poder al Congreso, lo cual resultaba desconcertante y frustrante para el general caribeño.
La pérdida de poder que le imponía la Constitución de 1854 llevó al Libertador Pedro Santana a proponer una reforma constitucional ante el Congreso de la República. El 25 de septiembre de 1854, el senador Tomás Bobadilla y Briones, en calidad de portavoz de Pedro Santana, presentó la petición de reforma redactada por el mismo Libertador.

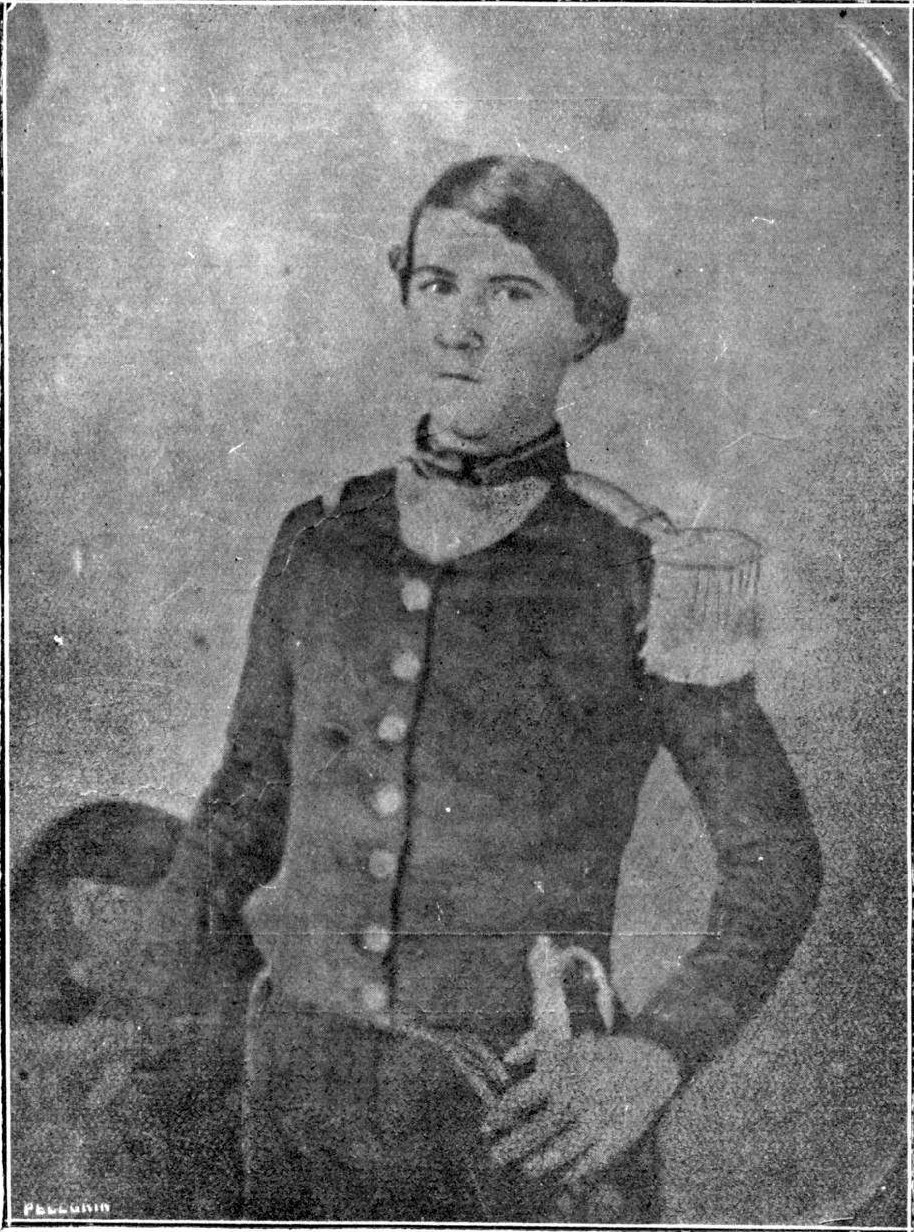
Fotografía de medio cuerpo del padre de la historiografía dominicana, don José Gabriel García, a la edad de 19 años, con el cargo de subteniente de la tercera compañía de la Brigada de Artillería de la plaza de Santo Domingo (1853).

Según el historiador José Gabriel García, el general Santana se sentía indignado por «los ensayos de independencia hechos por algunos diputados en el último Congreso y las manifestaciones populares que con ellos provocaron, se decidió a poner en planta su proyecto de reforma constitucional...».
El 1 de septiembre de 1853, Juan Abril, un agente español en el país cercano a Santana, escribió al político español Mariano Torrente: «Santana cree que no puede mejorarse -la situación- sin la influencia de una nación extraña, y que hoy tiene toda esperanza en nosotros; si ésta le falta, él sera el que agitará y buscará sin reparar en quien le ayude... no sé si debería influir en que -la reforma constitucional- fuese en sentido lo más liberal posible o lo más antiliberal. Si nuestro Gobierno -el de España- se decide a entrar en negociaciones, convendría lo último, pero si no sería lo primero...».

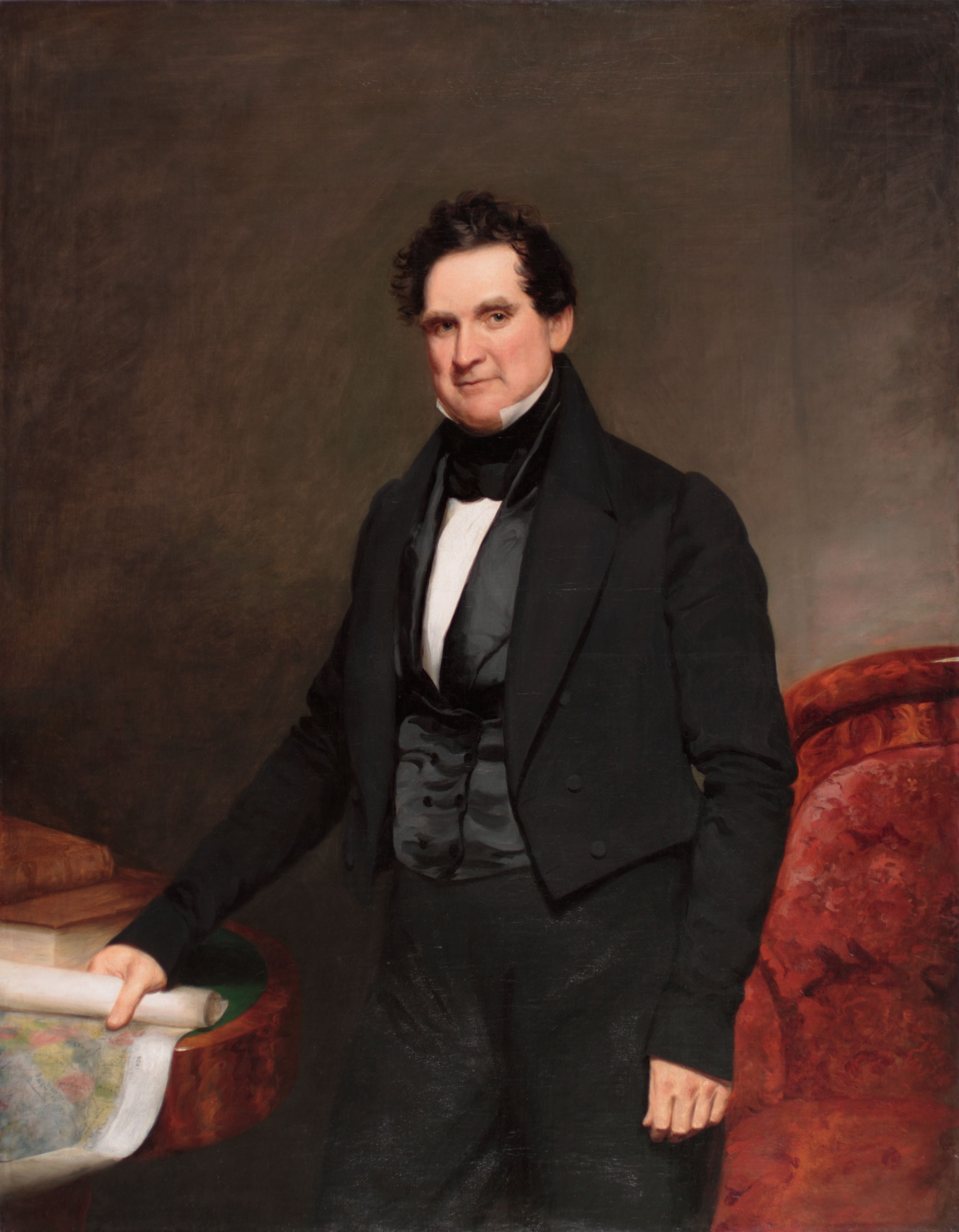
William L. Marcy, secretario de Estado de los Estados Unidos bajo la administración demócrata de Pierce.

El propósito de entablar una relación con España se manifestó en la misión encomendada al general Ramón Matías Mella, cuya tarea era asegurar el reconocimiento de la independencia dominicana y, si era posible, obtener un protectorado español. No obstante, esta misión fracasó. Paralelamente, Santana exploró una posible alianza con Estados Unidos, en caso de no poder concretar un acuerdo con España. En este contexto, el secretario de Estado de los Estados Unidos, William L. Marcy, envió al general William L. Cazneau para evaluar la disposición del gobierno dominicano para entablar un tratado que fortaleciera los lazos bilaterales. William L. Cazneau constató que el gobierno dominicano estaba interesado en estrechar lazos con los Estados Unidos, ya que dependía del apoyo de las Potencias Mediadoras (Reino Unido y Francia) para mantener la tregua con Haití.

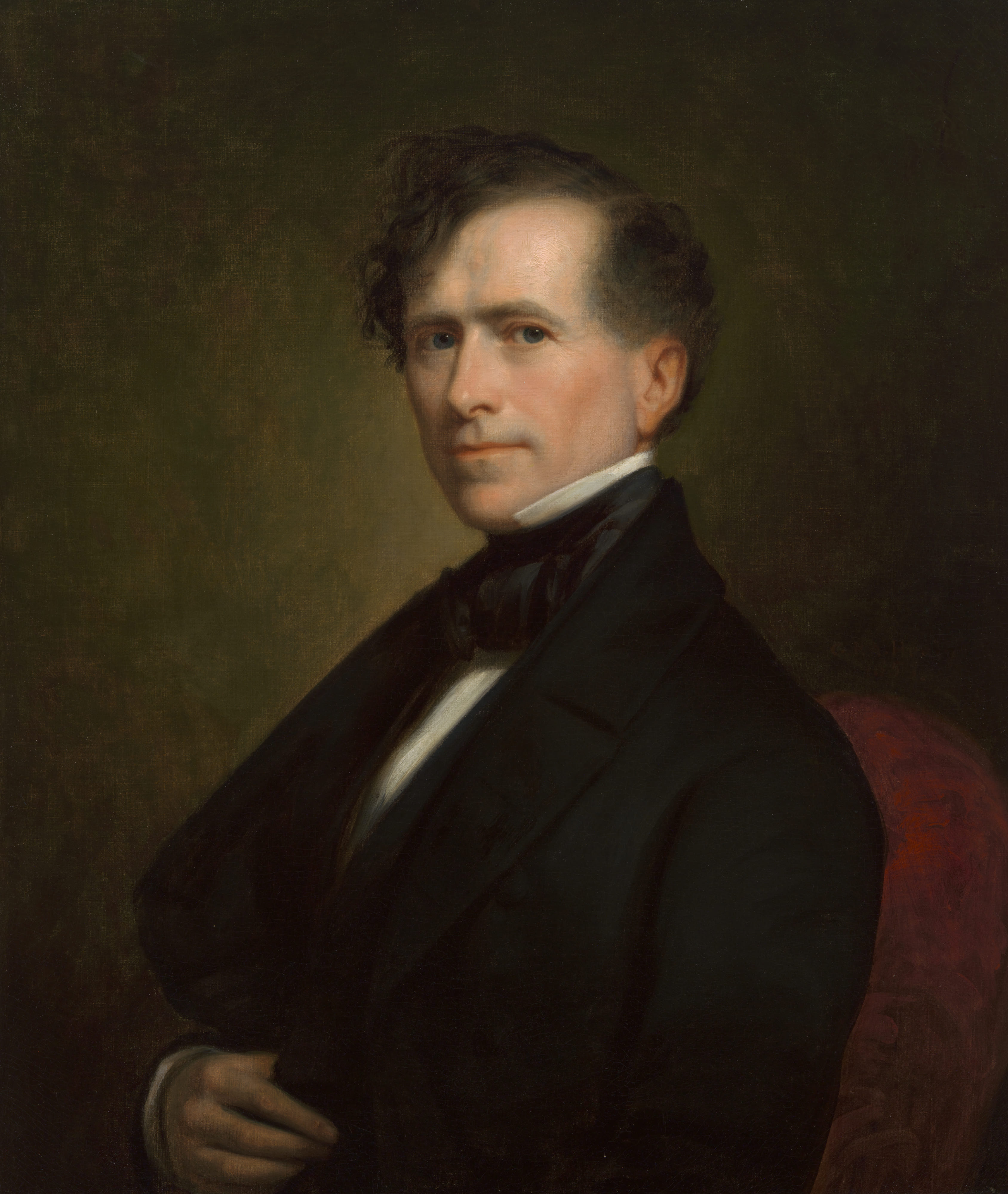
Retrato de Franklin Pierce, decimocuarto presidente de los Estados Unidos (1853).

William Marcy, creyente del destino manifiesto, convenció al presidente Franklin Pierce de las ventajas de anexar Santo Domingo. Aprovechando la distracción de las Potencias Mediadoras en la Guerra de Crimea, introdujo una cláusula en el proyecto de tratado que proponía el arrendamiento de una milla cuadrada en la bahía de Samaná. Esta cláusula fue considerada esencial, y Marcy instruyó a William Cazneau a no aceptar modificaciones que la excluyeran.
El 7 de septiembre de 1854, los términos del tratado fueron acordados entre Cazneau y Santana. Al día siguiente, se designaron los representantes encargados de firmarlo, enviándose el documento al Congreso para su ratificación. Sin embargo, la llegada del buque británico Devastation al puerto de Santo Domingo y la intervención del cónsul británico, Robert Hermann Schomburgk, cambiaron el curso de los acontecimientos. Robert Schomburgk y su homólogo francés, Pablo José Julio Darasse, se reunieron con el gabinete dominicano para advertir que, si el tratado con los Estados Unidos seguía adelante, el emperador Faustino I de Haití, no firmaría la paz, y las Potencias Mediadoras retirarían su apoyo en las negociaciones entre la República Dominicana y Haití. Ante esta presión, Santana retiró temporalmente el tratado y eliminó la cláusula del arrendamiento de Samaná. Finalmente, el tratado fue firmado el 5 de octubre de 1854 por el doctor Tomás Bobadilla, Juan Nepomuceno Tejera y Cazneau. No obstante, el acuerdo no fue bien recibido por las Potencias Mediadoras, quienes temían que dicho pacto comprometiera la soberanía dominicana.
La situación se tornó aún más compleja tras un incidente ocurrido el 6 de octubre, cuando el capitán Beckley, al mando de la goleta norteamericana Louisa, disparó contra el bote del capitán de la Marina Real británica, Purvis, quien comandaba el barco de guerra Argus. Aunque el gobierno dominicano arrestó al agresor y lo sometió a juicio, este incidente aumentó la oposición internacional al tratado. El cónsul británico, Schomburgk, protestó enérgicamente y reportó el suceso a su gobierno. El conde de Clarendon, secretario de Relaciones Exteriores británico, ordenó a Schomburgk expresar su preocupación por el tratado, el cual, según ellos, ponía en riesgo la independencia de la República Dominicana. Esta postura fue respaldada por los diplomáticos franceses, incluido Pablo Darasse y Jean François-Maxime Raybeaud, cónsul general del Imperio francés en el Imperio haitiano, quien, preocupado por la situación, llegó al puerto de Santo Domingo acompañado de varios barcos.
Debido a estos problemas, Santana tuvo que regresar a la ciudad de Santo Domingo el 7 de noviembre de 1854, tras haber estado ausente por motivos de salud en su hacienda de El Prado, en Santa Cruz del Seybo, donde se dedicó a influir en la opinión pública y a obtener el apoyo de los legisladores. Durante su ausencia, el primer vicepresidente de la República Dominicana, el general Manuel de Regla Mota, asumió el poder ejecutivo de forma interina por primera vez. A su regreso, Santana ordenó la inmediata expulsión del general Merced Marcano, antiguo aliado y padrino de uno de sus hijos, a Curazao, como castigo por haber revelado relaciones secretas entre el gobierno y Cazneau, así como por oponerse al tratado con los norteamericanos.
A principios de noviembre, el Congreso realizó su segunda reunión de 1854, convocada mediante un decreto extraordinario expedido por el presidente Santana el 25 de septiembre. En esta reunión, participaron los senadores Tomás Bobadilla (quien la presidió) Benigno Filomeno de Rojas, José Alfonso Rodríguez, Cristóbal José de Moya, Félix Morilla, Federico Peralta, Telésforo Objío, Luis Martínez y José María Morales. Asimismo, asistieron representantes como José Mateo Perdomo, Basilio Echavarría, José Román, Félix Mercenario, Ramón Fernández, Joaquín Lluberes, José Antonio Pina, Felipe Perdomo, José Antonio Batista, Pedro Pablo de Bonilla, José Velazco, Ildefonso Mella Castillo (hermano de Ramón Matías Mella), José Rosario Bernal, Pedro Valverde y Lara, Nicolás Ureña de Mendoza (padre de la célebre poetisa Salomé Ureña), Francisco Fanleau y Guillermo Tejera.
El 13 de noviembre de 1854, el Congreso Nacional se reunió para recibir el mensaje de Santana, quien expuso las razones que justificaban las reformas constitucionales que proponía. En esta ocasión, el Libertador habló de manera clara y directa, afirmando que el país necesitaba un gobierno «justo y paternal», ya que la Constitución entonces vigente tenía «obstáculos insuperables» que dificultaban la labor del gobierno. En su opinión, la única alternativa viable era la reforma, ya que el marco constitucional existente no se adecuaba a las condiciones y necesidades del país. Dijo que «lo que conviene a una gran nación no puede convenir a una pequeña». Además, Santana enfatizó la necesidad de evitar que los poderes del Estado se «absorban ni invadan mutuamente con oposiciones sistemáticas».
Con estos puntos, presentó su proyecto de reforma al Congreso y aseguró que, de ser aprobada, la «época actual ocuparía una brillante página en nuestra historia». Sin embargo, también advirtió que si el proyecto era rechazado, él no se haría responsable, adoptando la consigna de que «la salud del pueblo» prevalecería, y manifestando que se alinearían con la «voluntad general bien entendida». El Congreso de la República, ante la explícita advertencia de que se desconocería la Constitución vigente si no se promulgaba una nueva, aceleró sus deliberaciones sobre el proyecto constitucional. El 27 de noviembre, ambas cámaras legislativas se reunieron para discutir la solicitud de Santana.

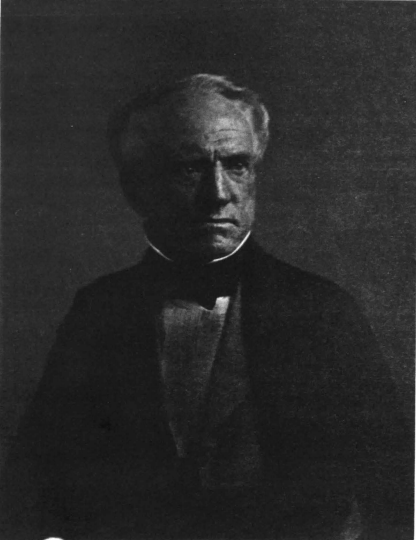
Teodoro Stanley Heneken, legislador, comerciante y agente británico nacionalizado dominicano.

Por otro lado, el 23 de noviembre, Cazneau intentó retirar el tratado dominico-americano del Congreso, pero ya era demasiado tarde; el documento solo podía ser ratificado, modificado o rechazado. Se formó una comisión revisora, encabezada por Teodoro Stanley Heneken, representante no oficial del Reino Unido en el país. El 2 de diciembre de 1854, la Asamblea fue informada sobre el Tratado de Amistad y Comercio firmado con Estados Unidos el 5 de octubre. A pesar de que el tratado no incluía algo como el arrendamiento, la venta o la cesión de Samaná, los diplomáticos europeos lo veían como una amenaza. Incluso impulsaron la inserción de una cláusula de reciprocidad legal entre ciudadanos dominicanos y norteamericanos, con la intención de que el Senado de Estados Unidos la rechazara, pues implicaba derechos iguales para personas no blancas, algo inaceptable en los estados esclavistas del sur.
A pesar de los esfuerzos de Santana por lograr la aprobación del tratado dominico-americano, este fue rechazado el 5 de diciembre, tanto por el Congreso dominicano como por el Senado norteamericano más adelante. Los legisladores dominicanos consideraron que las condiciones del tratado no garantizaban una relación equitativa en términos de igualdad para sus ciudadanos. El 14 de diciembre, Schomburgk y Darasse exigieron al gobierno dominicano que se comprometiera a no ceder privilegios a ninguna potencia extranjera, incluyendo Estados Unidos, como condición para continuar mediando ante el gobierno imperial haitiano.
Paralelamente, continuaba la cuestión de la reforma constitucional. El 7 de diciembre, Bobadilla pronunció un discurso defendiendo los cambios propuestos en el proyecto constitucional. Aliado de la vieja guardia de Santana, Bobadilla defendió la concentración de poder, argumentando que los derechos consagrados por la Constitución serían mejor administrados por un reducido grupo de representantes.
Durante los debates de noviembre y diciembre de 1854, quedó manifiesto el temor de los legisladores a contradecir al presidente Santana. Las discusiones se centraron en aspectos formales, y Filomeno de Rojas terminó cediendo a la voluntad del presidente Santana, evitando objeciones durante el debate sobre la reforma constitucional.
Finalmente, el 16 de diciembre de 1854 concluyeron los debates, y la nueva Constitución fue promulgada el 23 del mismo mes.

## Contenido

Tratado de Aranjuez (1777).

La Constitución dominicana de 1854 introdujo innovaciones importantes en la organización del Estado y en la relación entre el poder central y los derechos ciudadanos. Entre las modificaciones más notables se encuentra la redefinición del principio de soberanía. Mientras las constituciones precedentes sostenían que «La soberanía reside en la universalidad de los ciudadanos y se ejerce por tres Poderes delegados, según las reglas establecidas en esta Constitución», la nueva redacción establecía que «La soberanía reside esencialmente en la Nación y no puede ejercerse sino por los poderes que establece esta Constitución».
Otra transformación importante fue la delimitación de los territorios de la República Dominicana, los cuales se establecieron conforme al tratado de Aranjuez de 1777, acuerdo firmado entre las coronas de España y Francia —ambas bajo la dinastía Borbón—. A diferencia de las constituciones anteriores, que tomaban como referencia el estado de las fronteras de 1793, previas a la guerra contra la Convención provocada por la revolución francesa de 1789.
En cuanto a la administración del país, también hubo cambios. La Constitución eliminó las diputaciones provinciales, institución de la Constitución española de 1812, y el poder en las provincias pasó exclusivamente a los gobernadores políticos, quienes eran nombrados directamente por el poder ejecutivo. A nivel de los pueblos, el título de «corregidores» fue cambiado por «presidentes de ayuntamientos». Solo los pueblos que el Gobierno, junto con el poder legislativo, considerara necesarios podían tener ayuntamientos municipales, y el poder central podía cerrarlos si lo consideraba conveniente.
En cuanto a los derechos ciudadanos, la nueva Constitución impuso restricciones. El derecho de asociación y de reunión, anteriormente absoluto, ahora podía ser limitado por la ley. Cabe destacar también la incorporación del artículo 3, que declaraba inalienable el territorio de la República, prohibiendo su cesión a ningún país extranjero. Esto se hizo porque Inglaterra y Francia no querían que tierras dominicanas fueran cedidas a los Estados Unidos, y el presidente Pedro Santana incluyó esta garantía en el nuevo texto constitucional.
Por último, la Constitución establecía en el artículo 70 que debía revisarse cada 10 años, aunque también permitía al presidente de la República solicitar una revisión anticipada si el poder legislativo estaba de acuerdo.

### Poder Legislativo, Judicial y Ejecutivo

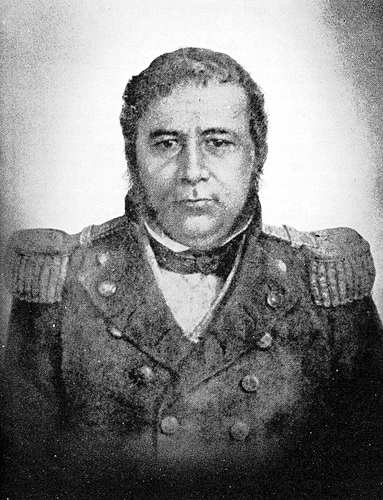
El Libertador Pedro Santana, promotor de la reforma constitucional de diciembre de 1854.

En diciembre de 1854, la reforma constitucional en la República Dominicana transformó radicalmente el sistema legislativo, abandonando el bicameralismo en favor de un Senado Consultor, reducido a siete miembros y conocido popularmente como el Senado de los Siete. Este cuerpo asumía funciones no solo legislativas, sino también judiciales y consultivas. Sin embargo, sus poderes estaban subordinados a la voluntad del presidente, quien, al ejercer su poder de veto, podía bloquear cualquier decisión senatorial, imponiendo de facto una superioridad del poder ejecutivo y limitando la autonomía del legislativo.
La reforma también abordó la relación entre la Iglesia y el Estado, derivada de la disposición de la Constitución de febrero, que otorgaba al Congreso la potestad de nombrar arzobispos y obispos, desplazando al papa de esta función y creando un riesgo palpable de cisma entre el Estado y la Iglesia. Esta medida intentaba emular el privilegio que la Santa Sede había concedido a los monarcas hispánicos para el nombramiento de obispos, privilegio del que el Estado dominicano carecía. La tensión ya se había hecho evidente en marzo de 1853, cuando Pedro Santana exigió al arzobispo Tomás de Portes e Infante que jurase la Constitución de 1844, a lo cual se negó, tachándola de herética. Santana, en su afán de centralizar el poder, sostenía que el Estado no debía tolerar otro poder independiente que no estuviera subordinado a él, rechazando de este modo la autonomía del poder espiritual. Ante esta presión, el arzobispo delegó la jura en un presbítero afín al gobierno, acto que simbolizó la subordinación de la Iglesia al poder estatal.
Con la reforma de diciembre de 1854, se eliminó la facultad del Congreso para designar obispos sin el consentimiento papal, restableciendo el derecho de presentación. Este nuevo sistema estipulaba que el Congreso propondría candidatos a obispo, y el presidente los presentaría al papa para su confirmación.
El poder judicial, en cambio, permaneció sin cambios sustanciales. La Suprema Corte de Justicia continuó con sus atribuciones previas, aunque la nueva carta eliminó la obligación de los tribunales inferiores de reportar sus sentencias y causas pendientes a la Suprema Corte cada seis meses.
La concentración del poder presidencial fue quizás el aspecto más notable de esta reforma. Santana, afianzado en su rol, extendió su mandato a seis años y, mediante la cláusula del artículo 72, Santana aseguraba su permanencia en el poder durante un periodo de doce años consecutivos a partir del 1 de abril de 1855, lo que representaba un cambio respecto al texto anterior, que estipulaba la finalización de su mandato el 28 de febrero de 1861. De este modo, Santana debía concluir su periodo en 1866, evidenciando una clara intención de perpetuarse en el poder. Además, el presidente contaba con amplias facultades soberanas, similares a las estipuladas en el artículo 210 de la Constitución de 1844, según lo establecido en el artículo 35, párrafo 22:

“En los casos de conmoción interior a mano armada, en los de rebelión o invasión de enemigos, y cuando sea informado de que hay algún proyecto contra la seguridad del Estado, si la defensa de éste y la garantía de la sociedad lo exigiere, podrá tomar todas aquellas medidas que crea indispensables para la conservación de la República, suspendiéndolas inmediatamente que cese la necesidad que las motivó, debiendo dar al Poder Legislativo una relación circunstanciada de las medidas preventivas que se hayan tornado. Las autoridades que procedan a la ejecución de ellas, serán responsables de los abusos que se cometieren.”

### Revisiones de Báez de 1868 y 1872

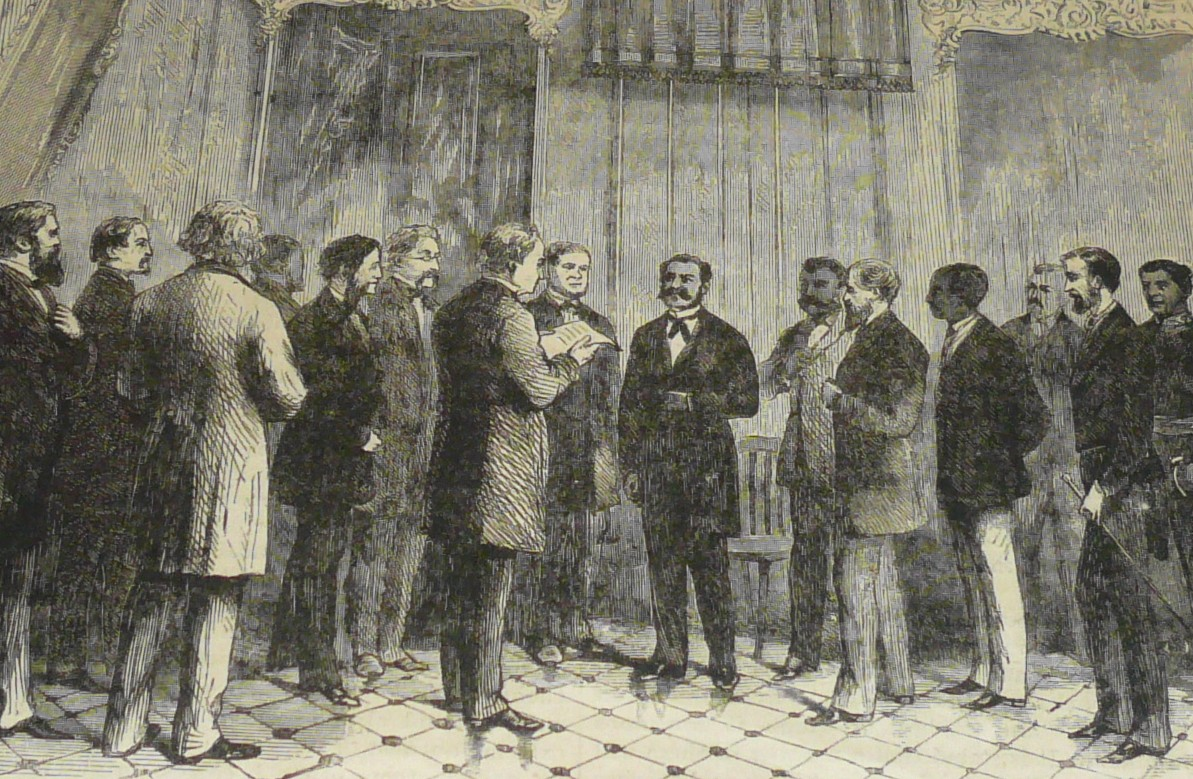
El presidente Buenaventura Báez recibió a una comisión norteamericana enviada por el Congreso de los Estados Unidos bajo la administración republicana de Ulysses S. Grant en el año 1871 con el objetivo de evaluar si el ánimo en Santo Domingo era favorable a la idea de una anexión a los Estados Unidos (1879).

En enero de 1868, un golpe de Estado removió al presidente José María Cabral, del Partido Azul, abriendo el camino para la reinstauración del general Buenaventura Báez, caudillo del Partido Rojo. Esta interrupción del orden constitucional respondía a los anhelos de aquellos partidarios de Buenaventura Báez, quienes, desde el exilio de su caudillo en Santo Tomás, habían tejido un plan para su regreso.
Se organizó una junta provisional liderada por los generales rojos José Antonio Hungría, Francisco Antonio Gómez y José Ramón Luciano, quienes emitieron el 17 de febrero de 1868 un decreto convocando a una Convención Nacional. Reunidos en la capital el 20 de marzo, estos representantes iniciarían una serie de deliberaciones orientadas a consolidar el poder de Báez. Así, el 9 de abril, la Asamblea se instaló con una mayoría de diputados fieles a Báez, quienes no escatimaron en revertir la obra del Triunvirato de los generales azules Gregorio Luperón, Pedro Antonio Pimentel y Federico de Jesús García, restableciendo la Constitución de diciembre de 1854 el 24 de abril de 1868.
Este texto, considerado adecuado por tener ejecutivo fortalecido fue ratificado con ligeras modificaciones que acomodaban el marco constitucional acorde a los tiempos. Entre las principales reformas, destacaba una expansión del Senado a nueve miembros, asegurando así una representación ampliada de las provincias y los nuevos distritos marítimos, Samaná y Puerto Plata. El artículo 8, que consagraba un conjunto de derechos y libertades fundamentales, permaneció inalterado, al igual que el artículo 6, que mantenía las disposiciones sobre la regulación de derechos políticos y civiles por ley.
El ascenso de Báez a la presidencia el 2 de mayo de 1868 dio inicio a los Seis Años de Báez, y el 29 de mayo, antes de disolverse la Soberana Convención Nacional, se le otorgó al presidente Báez el título honorífico de «Gran Ciudadano de la República Dominicana».
Para 1872, Báez impulsó una nueva convocatoria a los colegios electorales para el 1 de agosto de 1872, en un esfuerzo por remodelar nuevamente la Constitución. El Congreso Revisor, dominado por afines al Gran Ciudadano y presidido por su primo Valentín Ramírez Báez, acogió la iniciativa de reforma y, el 4 de septiembre de 1872, una comisión especial presentó un informe que eliminaba las atribuciones eclesiásticas del Congreso, suprimiendo su poder de proponer candidatos a obispos ante la Santa Sede y reforzando el aparato presidencialista. El núcleo de esta reforma siempre residió en la perpetuación de Báez en el poder mediante la reelección indefinida. La vigencia de esta revisión de la Constitución se mantendría hasta la abdicación de Báez en enero de 1874.

## Dicotomía liberal-conservadora de Santana
La historiografía dominicana, de manera general, ha calificado las reforma constitucional de diciembre de 1854 promovida bajo el auspicio de Pedro Santana como antiliberal. En 1853, el agente español Juan Abril señaló que, si una reforma constitucional de corte liberal no lograba un tratado con España, lo más prudente sería adoptar una postura antiliberal. Sin embargo, la identificación de Santana como antiliberal o conservador no se sostiene bajo un análisis exhaustivo, ya que su pensamiento político no se ajusta estrictamente a la dicotomía liberal-conservadora. Su ideario, en un sentido más amplio, refleja una síntesis sui géneris centrada en la libertad subordinada al orden.
Rafael Abreu Licairac, en su obra Consideraciones acerca de nuestra independencia y sus prohombres de 1894, señala: «Ni unos ni otros eran conservadores o liberales porque diferían en los medios que había que emplear en la causa que todos deseaban ver triunfante». El único político dominicano prominente que podría eventualmente asociarse al conservadurismo fue Buenaventura Báez, debido a su política armónica con los intereses de la Iglesia.
Desde los albores de la independencia en 1844, Santana se percibía a sí mismo como un liberal, percepción ratificada en su carta de renuncia de 1848, donde afirmaba:

“Más de veinte años de oprobios y sufrimiento bajo el pesado y ominoso yugo de la dominación haitiana fueron suficientes para encender en el pecho de los dominicanos el fuego más activo de su patriotismo, e incitarles el deseo de derrocar el despotismo y establecer sobre sus ruinas un Gobierno liberal y representativo. En este concepto empuñé mis armas y, reunido con mis compatriotas, nos lanzamos sobre el enemigo hasta rechazarlo y contrarrestar su invasión.”

Durante su primer mandato, Santana desatendió las quejas de la Iglesia, que no había recuperado sus bienes debido a la Constitución de 1844 y las decisiones del Congreso. Además, no demostró interés en restaurar las instituciones del antiguo régimen español en el país, lo que complica clasificarlo como un conservador. En 1849, un manifiesto procedente de Compostela de Azua, que respaldaba a Santana y desconocía la autoridad del presidente Manuel Jimenes, instaba a que este no depusiera las armas «hasta tanto no nos dejase establecido un Gobierno liberal, que respetase nuestra Constitución y leyes y alejase para siempre de nuestro suelo la anarquía».
El 4 de septiembre de 1857, mientras asediaba Santo Domingo en nombre de la revolución que estalló en el Cibao contra el gobierno del presidente Báez, Santana escribió a los cónsules de la capital: «Señores: Tengo el honor de participarles que, al estallar la Revolución el 7 de julio en la ciudad de Santiago, sus autores y toda la población, que como por encanto se manifestó espontáneamente, me llamaron cerca de ellos por estar ciertos de que mis sentimientos debían identificarse con los liberales principios que han proclamado».
El Manifiesto Nacional de 1858, que instaba a Santana a asumir nuevamente el poder, exigía la restauración de la Constitución de diciembre de 1854 y la abolición de la Constitución de Moca. En dicho manifiesto se subrayaba la necesidad de acogerse «bajo el sistema liberal y democrático que los pueblos, desde el principio de su existencia política, han proclamado». Incluso José Desiderio Valverde, presidente de la República en el Cibao desde 1857, señalo que los seguidores de Santana se autodenominaban liberales, aunque criticaban su rechazo a la Constitución de Moca, también de corte liberal.
Para Santana, la paz y el orden internos constituían valores supremos. «Esbitar cualquier desorden» era una de las máximas de Santana, expresada en la ortografía característica de sus primeros años en la vida política. Desde 1859, comenzó a insistir en que el orden y la libertad debían estar necesariamente entrelazados. En su discurso inaugural de su tercer mandato, el 31 de enero de 1859, afirmó: «En mi fervoroso anhelo de ver reinar en mi Patria la libertad y el orden, siempre he rendido y rendiré un culto particular a la justicia». Agregó además: «Mi programa gubernativo se encierra en estas tres palabras: Libertad, Orden, Progreso. Yo comprendo la libertad en el orden y no la creo posible sin él. Ella no debe tener más círculo que el de la ley, ni más limitación que el deber. Puesta en acción la libertad así entendida, su resultado infalible para los pueblos es el progreso y la pública prosperidad».
Estas palabras revelan la concepción de libertad de Santana, la cual estaba intrínsecamente condicionada por el imperativo del orden. Su visión, en este sentido, se asemeja más a la del político español del siglo XX, José Antonio Primo de Rivera, fundador de Falange Española, quien pensaba que «no existe la libertad sino dentro de un orden».
De esta manera, aunque Santana no puede ser categorizado como liberal en el sentido doctrinal clásico, tampoco se le puede encasillar como reaccionario o tradicionalista. Su política se basaba en una lógica antirrevolucionaria, en la cual el orden y la estabilidad eran los cimientos inmutables sobre los que debía erigirse la República. Así, su proyecto político no abjuraba de los principios liberales, pero los subordinaba a un concepto de libertad limitada por la ley y el deber, con una clara orientación hacia la consolidación del poder central.

## Firmantes
Los firmantes de la reforma liberal eran:
- Tomás Bobadilla: presidente, senador por la Provincia de Santo Domingo de Guzmán.
- José Román: vicepresidente, representante por la Provincia de Santo Domingo.
- Cristóbal José de Moya: senador por la Provincia de la Concepción de la Vega.
- Telésforo Objío: senador por Provincia de Compostela de Azua.
- José María Morales :senador por la Provincia de Santa Cruz del Seybo.
- Benigno Filomeno de Rojas: senador por la Provincia de Santiago de los Caballeros.
- Federico Peralta: senador por la Provincia de Santiago.
- Luis Martínez: senador por Provincia de Azua.
- José Alfonso Rodríguez: senador por la Provincia de Santo Domingo.
- Félix Mercenario: representante por la Provincia del Seybo.
- Ramón Fernández: representante por la Provincia del Seybo.
- Felipe Perdomo: representante por la Provincia de Azua.
- José Antonio Batista: representante por la Provincia de Azua.
- Pedro Pablo de Bonilla: representante por la Provincia de Azua.
- José Mateo Perdomo representante por la Provincia del Seybo.
- Basilio Echavarría: representante por la Provincia de Santo Domingo.
- Joaquín Lluberes: representante por la Provincia del Seybo.
- José Velazco: representante por Provincia de La Vega.
- Pedro Valverde y Lara: representante por la Provincia del Seybo.
- Ildefonso Mella: representante por Provincia de La Vega.
- Francisco Fanleau: representante por la Provincia de Santiago.
- José Antonio Pina: representante por la Provincia del Seybo.
- Nicolás Ureña de Mendoza: representante por Provincia de La Vega.
- José Rosario Bernal: representante por la Provincia de La Vega.
- Félix Morilla: senador por Provincia de La Vega, Secretario.
- Pedro Pablo de Bonilla: representante por la Provincia de Azua, Secretario.
- Guillermo Tejera: representante por la Provincia de Santiago, Secretario.